# Jeśli zimową nocą podróżny
Jeśli zimową nocą podróżny (wł. Se una notte d’inverno un viaggiatore) – powieść autorstwa Itala Calvina, wydana w 1979.

## Styl
Każdy z 10 początków powieści, wkomponowanych w fabułę utworu i liczących od 10 do 15 stron, stanowi parodię, ale i hołd określonemu stylowi pisania lub też grupie autorów XX wieku. Można doszukać się tu odniesień do książek Robbe-Grilleta, rosyjskiej powieści rewolucyjnej, do autorów takich jak Kafka, Borges, ale i do paryskiego kryminału, amerykańskiej powieści uniwersyteckiej, thrillera psychologicznego, japońskiej powieści miłosnej oraz do latynoamerykańskiego realizmu magicznego czy symbolizmu Andrieja Biełego. W tym kontekście wycinki z utworów stanowią zarys literatury współczesnej, choć wymykają się one przyporządkowaniu określonemu stylowi czy gatunkowi. Cała powieść posiada formę metafikcji: jest to dzieło o zamiłowaniu do czytania i miłości do książek i jest ono zarazem przesycone owymi emocjami.